# フロマーダ
フロマーダ (ウクライナ語: Територіальна громада, 英語: Hromada) は、ウクライナの地方行政区画の基本単位で、基礎自治体に類似する。日本語では「領域共同体」とも。2020年6月20日にウクライナ政府によって設立された。

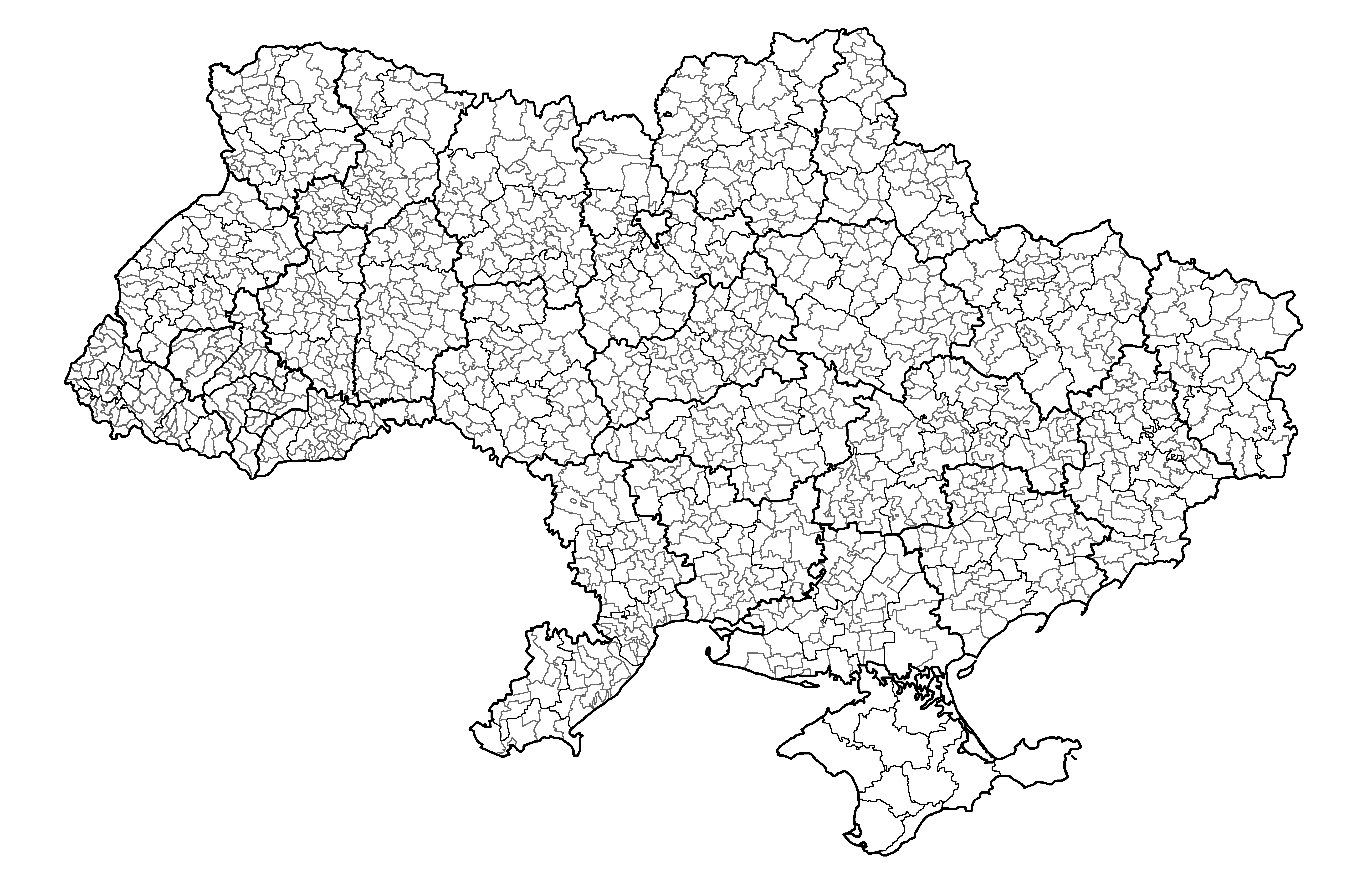
2020年時点のウクライナのフロマーダ

同様の言葉がポーランド（グロマダ）とベラルーシ（グラマダ）に存在する。この言葉を直訳すると「コミュニティ (Community) 」で、ドイツのゲマインデ、フランスのコミューンやイタリアのコムーネのような西ヨーロッパ諸国で使用されている用語と同様である。

## 歴史
ウクライナとベラルーシの歴史において、そのような団体は村落共同体として最初に登場した、現在の問題について議論し解決するための会議を行っていた。19世紀には同じ名前の政治組織がいくつも存在した。
ウクライナ憲法および「地方自治法」を含む他のいくつかの法律は、「フロマーダ」に対する特定の権利と義務を委任している。フロマーダの種類には、都市、都市型集落、農村集落、および村が含まれる。
2014年6月のウクライナ憲法改正草案で、ウクライナ大統領のペトロ・ポロシェンコは、地域、地区と「フロマーダ」を含む、ウクライナの地方行政区画の変更を提案した。
2015年2月5日、ウクライナ最高議会は地域共同体の自主統合に関する (英語: On Voluntary Association of Territorial Communities)という法律を採択し、新しい「統合フロマーダ（英語）」を作り出した。これにより集落評議会、村評議会と地域重要都市を含むさまざまな種類のフロマーダを統合し、新しい統一行政単位を形成することが可能となった。その後、これらの統一された領域共同体で新しい地方選挙が行われた。2020年6月12日、ウクライナの内閣は、2014年にロシアが一方的に併合したクリミアを除く全領土をカバーするウクライナの行政区画の基本レベルを確立した。以前に確立されたすべての統合フロマーダ、および既存のフロマーダは、単に「フロマーダ」または「領域共同体」と呼ばれる新しいユニットに包含された (ウクライナ語: Територіальна громада, ラテン文字転写: Terytorialna hromada) 。
2020年以前、ウクライナの行政区画の基本単位は村評議会、集落評議会と都市評議会であり、これらはしばしば総称としてフロマーダと呼ばれていた。

## 管理業務の種類と目的
各フロマーダは、自前と委託の2種類の業務を行う。自身の業務は自治によって行使される公的任務であり、共同体のニーズを満たすのに役立つ。その2つの業務は、
- 義務 – 自治体が任務の遂行を拒否することができず、住民に基本的な公益を提供するために任務を遂行するための予算を設定しなければならない場合
- 任意 – 自治体が利用可能な予算手段に従ってそれらを実行できる場合、特定の地域のニーズにのみ設定される（フロマーダ自身の責任と予算に基づいて）